# Црвени кораљи
Црвени кораљи су били хрватски и југословенски рок бенд основан у Загребу 1962. Били су једни од пионира југословенске рок сцене.
Црвени Кораљи су у почетку били инспирисани Клиф Ричардом, али су убрзо у свој репертоар уврстили обраде песама других страних извођача, као и сопствене песме. Својим наступима и раним издањима бенд је стекао популарност широм земље, да би средином 1960-их постао најпопуларнија југословенска рок група. Крајем деценије, са доласком нових музичких токова на југословенску сцену, њихова популарност је снажно опала и бенд се распао средином 1970-их. Бенд се поново окупио 1985. године, издавши три студијска албума до краја деценије. Од почетка 1990-их бенд се поново окупљао и наступао само повремено.

## Историја

### 1962-1975
Црвени кораљи су крајем 1962. године формирали Борис Бабаровић (вокал), Мирослав Лукачић (гитара), Рудолф Шимунец (ритам гитара), Дино Сарајлић (бас гитара) и Јосип Бадрић "Медо" (бубњеви). Првобитно су хтели да назову бенд Црвени ђаволи, али су се определили за друго име страхујући да би име Црвени Ђаволи могло изгледати као политичка провокација. Бенд је дебитантски наступ имао 29. марта 1963. године у загребачком клубу Варијете. У почетку су свирали обраде страних хитова, углавном песама Клиф Ричарда, наступајући углавном на плесовима у загребачком клубу Полет. Већу медијску пажњу бенд је добио након наступа на концерту у Синдикалној дворани у Београду, на којем су наступили заједно са бендовима Бијеле стријеле, Златни дечаци и Елипсе. Црвени кораљи су свој наступ започели леђима окренути публици изводећи песму „Shadoogie“. До краја године бенд је имао неколико наступа на телевизији и снимио песме "Винету" и "Низ цесту" за Радио Загреб.
У мају 1964. године Црвени кораљи су наступили на Паради ритма , одржаном у Хали 3 Београдског сајма, поред Сафира, Наутилуса, Златних дечака, Луталице, Искре, Елипсе и Саџа. Овај догађај се сматра првим великим рок концертом одржаним у Југославији  на коме је присуствовало око 5.000 људи. У јулу исте године наступили су као пратећи бенд популарном певачу Карлу Метикошу на његовој југословенској турнеји, одсвиравши 50 концерата. Октобра 1964. наступају на трећем издању Ватромет ритма, одржаном на Новосадском сајму, поред Фараона, Елипсе, Детлића и Силуете . Током године бенд је објавио свој деби албум, ЕП Најљепши сан преко ПГП-РТБ- а. На ЕП-у су били инструментали инспирисани The Shadows "Најљепши сан" и "Поноћ је прошла", обрада песме The Crystals под називом "Док је други љуби" и песма "Рекла си: волимо се" која је постала њихов први хит. ЕП је продат у више од 100.000 примерака; у то време око 120.000 домаћинстава у Југославији поседовало је грамофон. Бенд је постигао популарност широм земље, примајући хиљаде писама обожавалаца из целе земље, а њихови наступи и дебитантско издање били су похваљени од стране штампе.
Године 1965. Црвени Кораљи су објавили свој други ЕП, са песмама "Наупљска гитара, која је била обрада италијанске народне песме "Маштање" која је била обрада Клиф Ричарда "Не причај с њим", "Долазак", која је била обрада, и "Звијездана ноћ". Током године објавили су свој трећи ЕП, Отиђи од ње. Насловна нумера је била обрада песме Артура Александера. На ЕП-у су се такође појавиле песме „Свега ми је доста“ и две инструменталне нумере „Тема младих љубавника“. Тема за младе љубавнике “, и обрада песме „ Перфидиа “ Алберта Домингеза. Четврти ЕП бенда, објављен 1966. године, садржао је две песме чији је аутор бенд, "Сретне године" и "Изгубљеној љубави, уз обраду песме Битлса "И Волим је“ под називом „Волим је“, и обрада композиције „Џони гитара“. Током године, бенд је наступио на Загребачком музичком фестивалу са песмама „Писмо” и „Ципеле старе, ципеле нове”, освојивши другу награду за композицију и прву награду. Награда за текстове.
Серијом хитова бенд се уздигао до статуса најпопуларније југословенске рок групе. Освојили су више награда на југословенским музичким фестивалима, а три године за редом су проглашени за најбољи југословенски бенд од стране музичког часописа Ритам. Као студијски бенд свирали су на плочама популарних певача као што су Карло Метикош, Ивица Шерфези, Зденка Вучковић, Габи Новак, Иво Робић, Ђорђе Марјановић и други. У јулу 1966. освојили су прво место на Интернационалном беат фестивалу, одржаном у Загребу, са југословенским и италијанским бендовима. У августу бенд је отишао у Западну Немачку, где су провели седам месеци наступајући у клубовима у Дармштату, Дортмунду, Нирнбергу и Франкфурту . По повратку у Југославију освојили су прво место на Загребачком музичком фестивалу са песмом „Не питајте за њу”.
Године 1967., под именом Црвени корали, објавили су 7" сингл са загребачким бендом Делфини за тржиште Бенелукса. На синглу је била песма Црвеног кораља „Напуљска гитара“. Међутим, у овом периоду њихова популарност у Југославији је почела да опада, и бенд је почео да пролази кроз промене састава. Године 1967. Сарајлић напушта бенд, а нови бас гитариста групе постаје Мика Хижак, бивши члан бенда Кон-Тики. Убрзо након тога, Бадрић је морао да напусти бенд због обавезног боравка у југословенској војсци . Бенд је одржао опроштајни концерт за Бадрића у клубу Варијете, уз Џентлмена као подршку. Нови бубњар бенда постао је Борис Турина. Прва плоча коју је објавила нова постава био је ЕП Сам, објављен 1968. године. ЕП је донео хит "Да сам дрвосјеча", обраду песме Тима Хардина. Упркос успеху ЕП-а, део штампе је критиковао звук бенда као архаичан. Дана 3. септембра 1968. бенд је наступао на првом издању Фестивала југословенске забавне музике у Загребу. Њихову песму "Моја гитара" публика је оценила за прву, а за четврту њихову песму "Ноћас сам сањао", а жири им је доделио награду за најбоље извођење. Обе песме су објављене на њиховом следећем ЕП-у Моја гитара .
Године 1969. Бабаровић је напустио бенд. Наступио је на Омладинском фестивалу у Суботици 1969. као соло извођач, изводећи песме „Никад нећу бити сретан” и „Свјетлост”. Исте године објавио је соло ЕП Двије чаше, са четири песме које је написао Алфонс Вучер. Убрзо је отишао и Руди Шимунец. У жељи да се окрену савременијем звуку, преостали чланови ангажовали су оргуљаша, бившег члана Бардија Бориса Кајзера. Након кратке турнеје по Западној Немачкој, бенд је објавио сингл од 7" са песмама "Без дјевојке" ("Без девојке") и "Још увијек се надам" ("И Стилл Хаве Хопе"), са Хижаком на вокалу. У октобру 1969. Бадрић се вратио из војске и поново придружио бенду, Турина је тако напустио групу; Турина ће касније основати бенд Други начин са бившим члановима Нових акорда. Бадрић је успео да наговори Бабаровића, који је био разочаран лошим пријемом његовог соло ЕП-а, да се врати у бенд. Кајзера је заменио Алфонс Вучер, који је већ био афирмисани поп композитор. Године 1970. долази до нове промене састава: Вучер и Хижак напуштају бенд, а замењују их оргуљаш Крешо Павлић и бас гитариста Владо Бастајић, бивши члан Грешница. Међутим, у овом тренутку, због растуће популарности југословенских прогресивних рок бендова, популарност Црвених кораља и интересовање медија за бенд су били веома ниски, па је Бабаровић поново напустио бенд. Прешао је у Сплит, где је основао бенд ЗиС (скраћено од Загреб и Сплит, Загреб и Сплит ). Црвени Кораљи су објавили још неколико синглова, али нису успели да се врате у популарност, распали се средином 1970-их.

### 1985-1989
Бенд се поново окупио 1985. године у постави у којој су били Борис Бабаровић (вокал), Мирослав Лукачић (гитара), Крешо Павлић (клавијатуре), Рудолф Шимунец (бас гитара) и један нови члан Жељко Маринац (бубњеви). Почели су редовно да наступају у загребачкој кафани Чарда, а 1985. објавили су ЛП Роцк 'н' ролл збирка (1963—1966) ( Роцк 'н' ролл Цоллецтион (1963—1966) ), који је био први целовечерњи албум Црвених Кораља. За албум бенд је поново снимио већину песама објављених у периоду 1963-1966. Године 1986. објавили су албум Најбоље изведбе ( Најбоља извођења ), који је садржао сопствене песме, као и обраде песама Црееденце Цлеарватер Ревивал, Бее Геес и других извођача. 1986. наступају и на фестивалу МЕСАМ са песмом "Рајка", која је објављена на званичном компилацијском албуму фестивала МЕСАМ 86 . Бенд је албумом Ја сам твој човек обележио 25 година од оснивања. Албум је објављен под именом Борис Бабаровић & Црвени Кораљи. Поред сопствених песама, од којих су неке писане у коауторству са чланом Неки То Воле Вруће Силвестаром Драгојем, на албуму је била и обрада песме Ричија Валенса „ Дона “ и песме Битлса „Анд И Лове Хер“.

### 1990-их и 2000-их
Током наредне две деценије бенд би се повремено поново окупљао да би наступао уживо. Године 2002., поводом 40. годишњице бенда, Бабаровић је поново снимио неке од сопствених песама бенда, објављујући их под именом Борис Бабаровић Барба & Црвени Кораљи на албуму Првих 40 година . 

## Дискографија

### Студијски албуми
- Рокенрол збирка (1963—1966) (1985)
- Најбоље изведбе (1986)
- Ја сам твој човјек (1988)
- Првих 40 година (2002)

### ЕП-ови
- Најљепши сан (1964)
- Напуљска гитара (1965)
- Отиђи од ње (1965)
- Волим је (1966)
- Сам (1968)
- Моја гитара (1969)
- Врати ми се (1971)

### Компилацијски албуми
- Првих 30 година (1994)
- С вама у 3. миленијум (1999)
- The Ultimate Collection (2008)
- Greatest Hits Collection (2018)

### Синглови
- "Без дјевојке" / "Још увијек се надам (1969)
- "Много значиш за мој живот, драга" / "Двије чаше" (1970)
- "Никад нисам имао ништа" / "Погрешан број" (1970)
- "Шјор Бепо мој" / "На бригу кућа мала" (1972)
- "Нека живот тече" / "Визија" (1972)
- "За сваки дан" / "Немој поћи кући" (1973)
- "Елвира" / "Твој страни свијет" (1974)

### Друге појаве
- "Рајка" ( МЕСАМ 86, 1986)